# Wilhelmus Josephus Jongmans
Wilhelmus Josephus Jongmans (1878-1957) est un professeur d'université et botaniste néerlandais.

## Publications
- Jongmans W. Fossilium Catalogus. II. Plantae. Pars 39.